# Jens Löhnig
Jens Löhnig, född 5 september 1972 i Großhennersdorf, är en tysk motorcykel- och racerförare.

## Racingkarriär
Löhnig gick från motorcykel till standardvagnsracing 2007. Han har mest tävlat i sitt hemland Tyskland. 2007 körde han endast två race som gästförare i ADAC PROCAR, men säsongen efter körde han nio deltävlingar och slutade tia totalt, med två pallplatser. Under det året ställde han även upp i European Touring Car Cup på Salzburgring, men tog sig inte i mål i något av racen.
Under säsongen 2009 gästkörde han i två race i division 2-klassen i ADAC PROCAR och två i division 3 (PROCAR 2000). Han fick med sig några poäng i division 2 och slutade där säsongen på tolfte plats. Han gästkörde även i ADAC Logan Cup och Spezial Tourenwagen Trophy.
Under säsongen 2010 tävlade han i ADAC Cruze Cup och European Touring Car Cups Super 1600-klass, som till det dåvarande året hade utökats till tre deltävlingar, till skillnad från tidigare då man bara körde en. I ETC Cup blev han totalt tvåa i klassen, efter sin landsman Carsten Seifert.
| År                                               | Klass/Mästerskap                       | Team                 | Bil                 | Totalt/poäng   | Bästa placering  |
| ------------------------------------------------ | -------------------------------------- | -------------------- | ------------------- | -------------- | ---------------- |
| 2007                                             | ADAC PROCAR - Division 2               | Roscher Racing       | Citroën Saxo VTS    | 10:a/?p        | ?                |
| 2008                                             | ADAC PROCAR - Division 2               | Roscher Racing       | Citroën C2 VTS      | 10:a/19p       | ?                |
| 2008                                             | European Touring Car Cup - Super 1600  | Roscher Racing       | Citroën C2 VTS      | -/0p           | Bröt             |
| 2009                                             | ADAC PROCAR - Division 2 (Super 1600)  | Gena Autosport       | Citroën C2 VTS      | 12:a/8p        | Två femteplatser |
| 2009                                             | ADAC PROCAR - Division 3 (PROCAR 2000) | Schläppi Race-tec    | Renault Clio RS III | -/0p           | ?                |
| 2009                                             | ADAC Logan Cup                         | ?                    | ?                   | ?              | ?                |
| 2009                                             | Spezial Tourenwagen Trophy             | ?                    | ?                   | ?              | ?                |
| 2010                                             | European Touring Car Cup - Super 1600  | ATM Racing           | Ford Fiesta ST      | 2:a/44p        | Tre segrar       |
| 2010                                             | ADAC Cruze Cup                         | Ahrens Racing - BATC | Chevrolet Cruze     | ?              | ?                |
| 2011                                             | ADAC Cruze Cup                         | ?                    | Chevrolet Cruze     | säsongen pågår | säsongen pågår   |
| Senast uppdaterad: 2011-07-16 (4924 dagar sedan) |                                        |                      |                     |                |                  |